# ヨッセル・ローゼンブラット
ジョセフ・"ヨッセル"・ローゼンブラット（ヘブライ語：יוסל'ה רוזנבלט、Josef "Yossele" Rosenblatt、1882年5月9日 - 1933年6月19日）は、ウクライナ生まれのカンター（ハッザーン、先唱者）、作曲家。同時代では最高のカンターと評されていた。

## 生涯
ローゼンブラットは、1882年5月9日に、ウクライナのビーラ・ツェールクヴァに生まれた。永く続いたカンターの家系の跡取りであったローゼンブラットは、深い信仰による宗教的な環境の中で育ったために、当時の有名な音楽学校などで正規の教育を受けることはいっさいなかった。彼の活動の第一歩は、地元のシナゴーグの合唱隊の一員となるところから始まった。程なくして神童 (wunderkind) としてもてはやされるようになったローゼンブラットは、独唱者としての活動に踏み出した。7歳のとき、家族とともに、当時オーストリア（歴史学上のハプスブルク君主国）の一部であった（ウクライナ）ブコビナのサドゴラ (Садгора、Sadhora) へ移り住んだ。
17歳のとき、ローゼンブラットはウィーンに赴いて数ヶ月滞在し、当地最大のシナゴーグで司式を務めた。彼は優れた先唱者、音楽家で、裕福な商人でもあったヤコブ・メルツ (Jacob Maerz) の下で、非公式に学んだ。ウィーンに滞在した後、ローゼンブラットは広くオーストリア＝ハンガリー帝国の領域内のユダヤ人コミュニティを回り、ブダペストにも足を伸ばした。
18歳のとき、ローゼンブラットはタウベ・カウフマン (Taube Kaufman) と結婚し、当時ハンガリーの一部であった（ウクライナの）ムカチェベ (Мукачеве、Mukacheve) の超正統派コミュニティで最初の常勤職を得た。程なくして、1901年に彼はブラチスラヴァ（ドイツ語名・プレスブルク）に移った。その5年後には、ハンブルクに職を得た。さらに1912年には、（ニューヨークの正統派の会衆組織である）コングリゲーション・オハブ・ゼデク (Congregation Ohab Zedek) の職を得て、ハーレムに移住した。1927年8月、ローゼンブラットはオハブ・ゼデクの職を辞した。大祭日（High Holy Days：ローシュ・ハッシャーナー＝新年祭からヨム・キプル＝贖罪日にかけての時期）ローゼンブラットはシカゴのホールで司式し、スコット＝仮庵の祭りにはデトロイトで同様にホールでの司式をした。これに続く数ヶ月の間、ローゼンブラットは合衆国の各地を回り、ミネアポリス、シアトル、インディアナポリス、コロンバス、ミルウォーキー、フィラデルフィア、ワシントンD.C.などで司式をした。ワシントンD.C.では、当時のアメリカ合衆国大統領カルビン・クーリッジと会見した。1928年、ローゼンブラットはブルックリン区バラ・パーク (Borough Park, Brooklyn) のファースト・コングリゲーション・アンシェ・スフォード (First Congregation Anshe Sfard)と10年契約を結んだ。
ローゼンブラットの名声は、ユダヤ人コミュニティの枠を超えて広がり、コンサートから多額の収入を得ることを可能にして、1927年の映画『ジャズ・シンガー』における歌唱の役をもたらし、さらには「ユダヤのカルーソー (The Jewish Caruso)」とあだ名された。

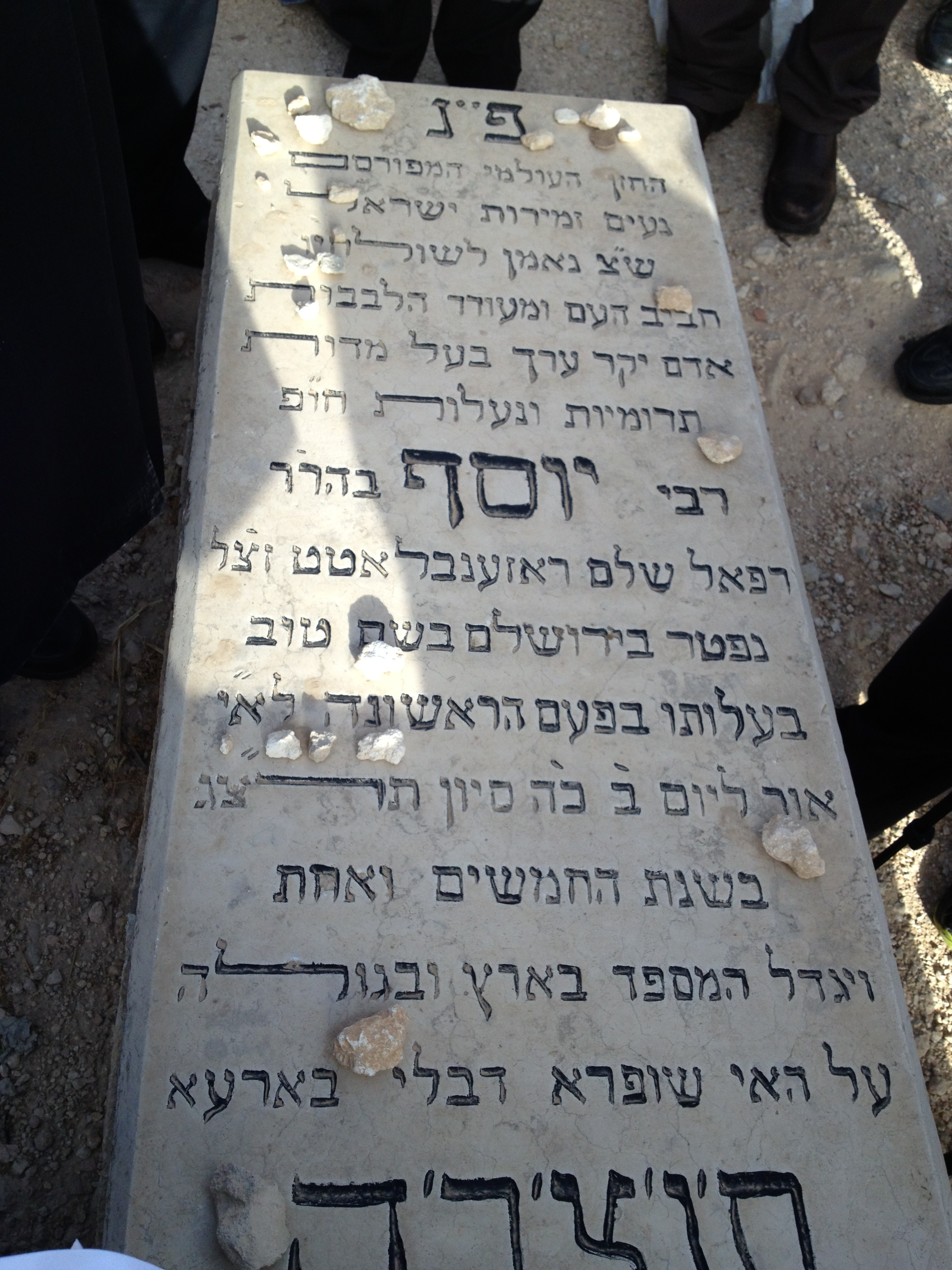
エルサレムのオリーブ山にあるローゼンブラットの墓碑

1933年6月19日、ローゼンブラットは心臓発作により、エルサレムで死去した。

## 遺されたもの
ローゼンブラットは、カンターによるユダヤ音楽の「黄金時代」において、おそらくは最も大きな影響力をもった人物であった。彼以前に一般的であった、より自由なスタイルでカデンツァによる部分が大きいアプローチに対して、ローゼンブラットはより構造化され、秩序立てられたスタイルを構築した。ローゼンブラットは、歌唱の技法においても先駆者であり、いくつもの技法は、以降、世界中のカンターたちによって継承された。その中には、彼がトレードマークとしていたクレクツ (krekhts) （イディッシュ語で「すすり泣き」の意）と呼ばれる、自在に声をうわずらせて歌に込められた感情を伝える技法も含まれていた。ローゼンブラットはまた、リアルに響くソプラノ音域のファルセットを、自分の声への負担を軽減する手法として開発した。ローゼンブラットは、多作な作曲家でもあり、180曲以上の作品が伝えられている。
ローゼンブラットの曾孫には、（ブロンクス区の）リバーデール・ジューイッシュ・センター (Riverdale Jewish Center) のラビであるジョナサン・ローゼンブラット (Jonathan Rosenblatt) 博士や、バンクーバーのコングリゲーション・シャラ・ツェデック (Congregation Schara Tzedeck) のラビであるアンドリュー・ローゼンブラット (Andrew Rosenblatt) らがいる。
78回転盤の時代以来、ローゼンブラットの録音は、LPやCDとして何回となく再発売されてきた。近年では、CD3枚組の『Od Yosef Chai』に、78回転盤に残されたローゼンブラットの歌唱が音源を修復して収録され、ブルックリン区のレコード店 Mostly Music and Galpaz Music から発売されている。